# Герцогство Фридландское

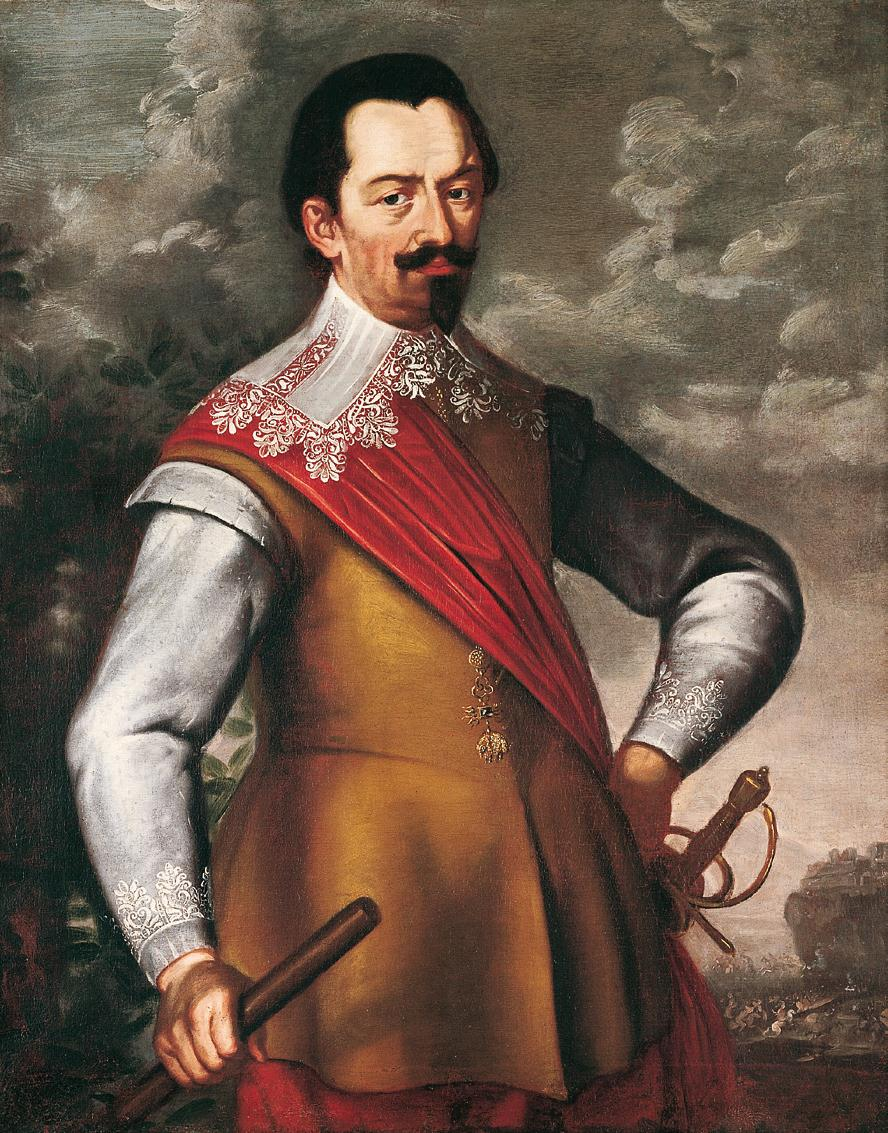
Генералиссимус Альбрехт фон Валленштейн

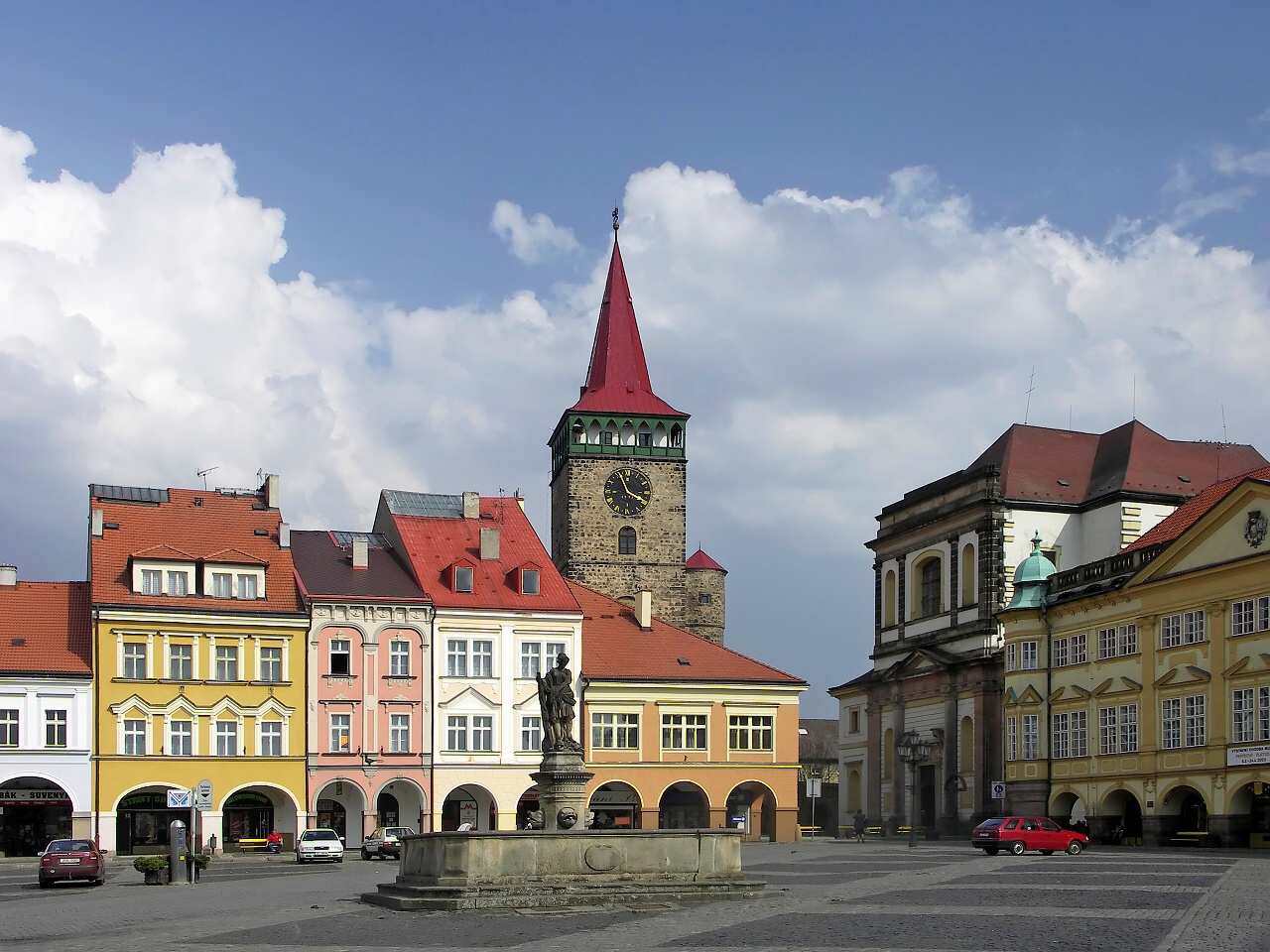
Йичин, площадь Валленштейна. Справа часть герцогского дворца, перестроенного после его смерти, немного левее недостроенный епископальный собор

Герцогство Фридландское (чеш. Frýdlantské vévodství, нем. Herzogtum Friedland) — де-факто суверенное герцогство в Богемии. Было основано в 1627 году Альбрехтом фон Валленштейном и исчезло с его смертью в 1634 году.
В 1624 году было образовано княжество Фридландское, в 1627 году ставшее герцогством. Этому способствовал рост могущества Альбрехта фон Валленштейна, военачальника при дворе Габсбургов во время Тридцатилетней войны.
В августе 1622 года Валленштейну был пожалован титул пфальцграфа и имперского графа. Графом Фридландским Валленштейн стал после того, как в 1621 году заполучил замок Фридланд и город Фридлант вместе со всем Фридландским манором. 7 сентября 1623 года Альбрехту был дарован титул имперского герцога. К этому времени он владел 49 манорами в северной и восточной Богемии, к 1624 году их число увеличилось до 64. 12 марта 1624 года император Фердинанд II провозгласил этот район княжеством Фридландским, а 4 января 1627 года, согласно титулу Валленштейна, — герцогством.
Новое герцогство было фактически независимым от остальной Богемии и даже обладало правом выхода из союза Чешских земель (оно не было вписано в Земские доски Чешского королевства). Валленштейн начал амбициозную реконструкцию Йичина, столицы герцогства. Он планировал построить резиденцию князя-епископа, университет и сейм. В 1628 году он обрёл право самостоятельно чеканить монеты, даровать титулы и городские права.
При подготовке к открытию университета в Йичин были приглашены иезуиты, которые открыли в нём иезуитский колледж. Валленштейн начал строительство большой церкви в стиле раннего барокко, в ней должен был бы служить местный епископ. Однако здание так никогда не было достроено, хотя и служит до сих пор главной церковью города.
Во время правления Альбрехта город сильно преобразился: рядом с храмом был построен герцогский дворец, площадь города увеличилась в два раза, рядом с городом был разбит парк, частично дошедший до наших времён.
Финансист герцога Ганс де Витт построил и взял под контроль серебряные, железные и медные шахты, кузницы и оружейные мастерские — это, а также управление транспортной системой части реки Эльба, было сделано для улучшения снабжения войск Валленштейна.
После смерти герцога фон Валленштейна в 1634 году все его владения были переданы графу Маттиасу Галласу, их суверенный статус был аннулирован.